# Братилово (озеро)
Братилово — озеро в Бояриновской волости Себежского района Псковской области.
Площадь — 3,7 км² (374,7 га, с 1 островом — 3,8 км² или 375,9 га). Максимальная глубина — 5,6 м, средняя глубина — 3,1 м.
На берегу озера расположена деревня Матысово.
Проточное. Относится к бассейну реки Утуга, притоку Нищи, которые в свою очередь относится к бассейну реки Дриссы (Западная Двина).
Тип озера лещово-плотвичный с уклеей. Массовые виды рыб: щука, лещ, плотва, окунь, уклея, густера, красноперка, ерш, карась, линь, язь, пескарь, налим, вьюн, щиповка; раки (единично).
Для озера характерны: отлогие и низкие берега, лес, луга, болото, огороды, поля. В литорали песок и заиленный песок, в центре — ил; небольшие сплавины. Есть береговые ключи.